# Monochroa niphognatha
Monochroa niphognatha is een vlinder uit de familie tastermotten (Gelechiidae). De wetenschappelijke naam is voor het eerst geldig gepubliceerd in 1953 door Gozmany.
De soort komt voor in Europa.